# Донков, Георгий
Георгий Донков (болг. Георги Донков; род. 2 июня 1970, София) — болгарский футболист, игравший на позиции правого нападающего. В настоящее время тренер в академии клуба «Зандхаузен».

## Клубная карьера
Профессиональную карьеру начал в 1987 году выступлениями за «Левски», в котором провёл шесть сезонов, приняв участие в 110 матчах чемпионата. За это время дважды становился чемпионом Болгарии.
Впоследствии с 1993 по 1998 года играл в составе команд «Ботев» (Пловдив), ЦСКА (София) и «Бохум».
Своей игрой за последнюю команду привлек внимание представителей тренерского штаба клуба «Кёльн», в состав которого присоединился в 1998 году. Отыграл за «козлов» следующие три сезона своей игровой карьеры. Большинство времени являлся основным игроком атакующего звена команды.
В течение 2001—2006 годов защищал цвета клубов «Ксамакс», «Эносис», «Падерборн 07» и «Вальдхоф».
Завершил карьеру футболиста в команде «Оггерсхайм» в 2008 году.

## Карьера за сборную
Дебют за национальную сборную Болгарии состоялся 8 сентября 1993 года в матче квалификации на чемпионат мира 1994 против сборной Швеции (1:1). Был включён в состав на чемпионат Европы 1996 в Англии, где принял участие только в матче групповой стадии против сборной Франции, заменив на 82-й минуте Красимира Балакова. Всего Донков за сборную сыграл 10 матчей и забил 2 гола.

### Голы за сборную
| № | Дата          | Место                         | Соперник | Счёт | Результат | Турнир            |
| - | ------------- | ----------------------------- | -------- | ---- | --------- | ----------------- |
| 1 | 2 июня 1996   | Васил Левски, София, Болгария | ОАЭ      | 3-1  | 4-1       | Товарищеский матч |
| 2 | 29 марта 2000 | Васил Левски, София, Болгария | Беларусь | 2-0  | 4-1       | Товарищеский матч |

## Карьера тренера
Начал свою тренерскую карьеру летом 2010 года, когда был назначен помощником тренера под руководством менеджера Марио Баслера в «Ваккере». 14 мая 2011 года, после увольнения Баслера, Донков был назначен исполняющим обязанности главного тренера до конца сезона. Он продолжил работу помощником тренера после того, как летом был нанят менеджер. В мае 2012 года, после увольнения Райнхарда Штумпфа, Донков снова был назначен исполняющим обязанности главного тренера до конца сезона, а позже подписал контракт в качестве нового менеджера клуба. Его уволили в сентябре 2013 года.

## Достижения

### «Левски»
- Чемпион Болгарии: 1987/88, 1992/93
- Обладатель Кубка Болгарии: 1990/91, 1991/92
- Обладатель Кубка Советской армии : 1988